# Ухтнаволок
65°09′09″ пн. ш. 36°50′54″ сх. д. / 65.15250° пн. ш. 36.84833° сх. д.
Ухтна́волок (рос. Ухтнаволок) — мис на території Приморського району Архангельської області Росії. Мис є східним вхідним до південного входу до протоки Жижгинська Салма. Мис є крайнім північним по Онезькому берегу та крайнім західним по Літньому берегу.
Мис низинний, вкритий лісом. Кінець мису утворений вузькою піщано-кам'янистою косою, витягнутою на 445 м на північ у протоку. Ширина в основі мису становить 125 м, в центральній частині — 35-45 м. Безпосередньо з півдня до мису піднімається пагорб. Його вершина округла, а схили, обернені до моря, пологі. На заході основи мису знаходяться будівлі.